# Хисар (Блатска)
Вижте пояснителната страница за други значения на Хисар.
Хисар (произношение в местния говор Исар) е антична и средновековна крепост, разположена край неврокопското село Блатска, България.
Крепостта е разположена на хълма Хисар тепе, на 1 km източно от центъра на селото, северно от пътя за Абланица. От Хисар тепе има отлична видимост и крепостта е охранявала пътя покрай Места. Надолу по Места е крепостта Миленово. Хълмът не е с много стръмни склонове, като най-достъпен е от североизток. От север и юг е обграден с две дерета, осигуряващи допълнителна защита. Крепостта е с площ от около 0,3 ha, а теренът е наклонен в посока юг-запад. Крепостната стена е широка 1,1 m. Градежът е от ломен камък, споен с розов хоросан. Вътре има основи от сгради. Вероятно върху основите на средновековна църква е издигнат модерен параклис.